# Ситко, Павел Валерьевич
Па́вел Вале́рьевич Ситко́ (бел. Павел Валер'евіч Сітко; 17 декабря 1985, Речица, Гомельская область) — белорусский футболист, полузащитник.

## Карьера

### Клубная
Воспитанник гомельского футбола (г. Речица). Первый тренер — С. В. Мариевский. Выступал за «Витебск».
В 2009 году перешёл в солигорский «Шахтёр», где стал игроком основы. Выступал на позиции левого полузащитника. В начале сезона 2013 долгое время возглавлял список лучших бомбардиров чемпионата, однако впоследствии уступил лидерство Виталию Родионову.
В начале августа 2011 года находился на просмотре в московском «Динамо».
4 декабря 2013 года стал игроком клуба «Гомель», заключив контракт на 2 года. Закрепился на позиции левого полузащитника. Стал одним из лидеров гомельской команды, за полгода забил 4 гола в чемпионате Беларуси. В июле 2015 года из-за невыплат со стороны клуба обратился в АБФФ, а вскоре по взаимному согласию покинул «Гомель».
В августе 2015 года стал игроком клуба «Славия-Мозырь». Вскоре закрепился в качестве основного левого полузащитника клуба.
В январе 2016 года вновь стал игроком «Гомеля», который по результатам сезона 2015 покинул Высшую лигу. Стал капитаном команды и в качестве игрока основы привёл «Гомель» к победе в Первой лиге, только конец сезона пропустил из-за травмы. Начало сезона 2017 так же пропустил из-за травмы, позднее закрепился в стартовом составе на позиции левого полузащитника. Во второй половине сезона потерял место в основе. В декабре 2017 года по окончании контракта покинул «Гомель».
После ухода из гомельской команды оставил футбол, занявшись бизнесов в Речице.

### В сборной
В национальной сборной Беларуси дебютировал 27 мая 2008 года в товарищеском матче со сборной Германии в Кайзерслаутерне (2:2). Отличался за сборную 15 октября 2008 года в матче отборочного турнира чемпионата мира по футболу 2010 против сборной Англии в Минске (1:3) и 6 сентября 2013 года в товарищеском матче со сборной Кыргызстана в Борисове (3:1).

## Достижения
«Шахтёр» (Солигорск)
- Серебряный призёр чемпионата Беларуси (4): 2010, 2011, 2012, 2013
- Финалист Кубка чемпионов Содружества: 2011